# Live for Speed
Live for Speed (LFS) és un simulador de curses en línia desenvolupat per tres persones que treballen en equip, els quals són Scawen Roberts, Eric Bailey, i Victor van Vlaardingen. La característica més important del joc és l'experiència en línia en forma de multijugador que se n'obté. Tanmateix, es pot jugar en un mode d'un sol jugador, on es pot córrer contra cotxes de l'IA, intentar batre rècords als circuits, o fer lliçons de conducció.